# Анри де Арсиньи
Анри́ де Арсиньи́ (фр. Henri de Harcigny; 1267, епархия Лан — XIV век, неизвестно) — французский рыцарь из Ордена тамплиеров. Один из четырёх тамплиеров, которые не признали обвинений во время допросов инквизиции в 1307 году. После освобождения вместе с другими рыцарями встал на защиту Ордена в Париже весной 1310 года. Был приговорён к исключению из общества и пожизненному заключению в тюрьме Санлиса. Известен под несколькими другими именами и написаниями.

## Биография
Родился в епархии Лан примерно в 1267 году и обязан происхождением своего имени деревне Арсиньи. Он был принят в Орден тамплиеров Жаном де Селле, командором дома Серенкур в епархии Реймса, незадолго до католического праздника Сретения в 1297 либо 1307 году.

### Арест
По приказу французского короля Филиппа IV, начиная с 13 октября 1307 года, члены Ордена тамплиеров подверглись массовым арестам и пыткам. После короткой серии вопросов (про имя, возраст, должность, место и дату принятия в Орден, свидетелях) дознаватели допрашивали обвиняемых об отречении от Иисуса Христа, плевке на крест, непристойных поцелуях и содомии, а также идолопоклонство. Анри было около 40 лет, когда его допрашивали в Париже 10 ноября 1307 года. Под присягой он заявил, что дал обещание соблюдать уставы и тайны Ордена, ничего нечестного от него не требовали и не знает ничего порочащего про Орден. Неизвестно, оказывалось ли во время допроса на него давление и применялись ли к нему пытки. К тому времени Папа Римский Климент V стал очень подозрительно относиться ко всему этому делу и в начале 1308 года приостановил инквизиторское разбирательство.
5 февраля 1308 года заключённого Анри де Арсиньи перевели вместе с девятью другими тамплиерами из парижской крепости Тампль в санскую епархию, предположительно в Пер-ан-Гатине в департаменте Луаре́. Из девяти его товарищей семеро признались перед инквизиторами, но Жан де Пари, как и он, не признал вину, а девятый, Жиль де Валансьен, не был допрошен. Эта группа из десяти тамплиеров была заключена здесь ещё в течение двух лет.

### Защита Ордена
10 февраля 1310 года Анри и девять других узников вышли на свободу и отправились в Париж на защиту Ордена. Они присутствовали на собраниях девяноста тамплиеров 13 марта и 28 марта во фруктовом саду епископства. 4 апреля 1310 года они были замечены в резиденции Пенне Вайрие на улице Льедель вместе с тринадцатью другими тамплиерами, прибывшими из Траппа 23 февраля. К началу мая 1310 года почти шестьсот тамплиеров встали на защиту Ордена, отрицая прежние признания, сделанные перед инквизиторами в 1307 году. Королевский назначенец, архиепископ Санса, возобновил расследование в отношении отдельных тамплиеров в своей провинции, и, обвинив пятьдесят четыре из них в ереси, передал их светским властям. 12 мая 1310 года осужденные тамплиеры были сожжены на костре в поле под Парижем.

### Пожизненное заключение
После этих событий Анри де Арсиньи вместе с мессиром Жилем де Валансьен и священником Николя д’Амьен были доставлены в Санлис для содержания под стражей в тюрьме Пьер де ла Клоше́, где их присутствие было отмечено в 1311 и 1312 годах в группе из десяти «непримирившихся тамплиеров» (фр. non réconciliés). Непримирившимися были тамплиеры, приговорённые к пожизненному заключению, исключению как из гражданского, так и из религиозного общества. О дальнейшей судьбе рыцаря Анри де Арсиньи неизвестно.

## Комментарии
1. ↑  Свою вину на допросах инквизиции, кроме Анри де Арсиньи, не признали ещё три тамплиера: Жан де Шатовиллар, Жан де Пари и Ламбер де Туси[1][2]. Остальные 134 тамплиера, включая всё руководство Ордена, признали все или некоторые преступления[3].
2. ↑  Из тех же мест происходил знаменитый средневековый врач Гийом де Арсиньи (ок. 1300—1393).
3. ↑  Позже один из тамплиеров свидетельствовал перед папской комиссией о десятках рыцарей Ордена, умерших в застенках, и в качестве доказательства показал свои пяточные кости, обнажившиеся после поджаривания на жаровне[8].